# 5-MeO-AMT
5-MeO-AMT (5-метокси-α-метилтриптамин, α,О-Диметилсеротонин) — психоактивное вещество из класса триптаминов.

## Фармакология
Симпатомиметические эффекты вызваны структурным сходством 5-MeO-AMT с амфетаминами. Как отметил Александр Шульгин, альфа-метилированные триптамины можно рассматривать как триптаминовые гомологи амфетамина (альфа-метилированного фенэтиламина).

## Эффекты при употреблении

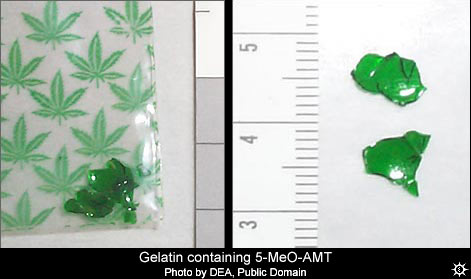
Желатиновые таблетки, содержащие 5-MeO-AMT.

Эффекты при употреблении 4—7 мг вещества человеком:

### Позитивные
- Увеличение энергичности (повышение бодрости)
- Улучшение настроения, переходящее в эйфорию при более высоких дозах
- Увеличение коммуникабельности, общительности
- Увеличение хихиканья и смеха
- Увеличение чувства творческого мышления
- Увеличение удовольствия от осязания
- Усиление сексуальных / эротических переживаний у некоторых людей (усиление либидо)

### Нейтральные
- Лёгкое головокружение
- Ощущение цвета как более яркого
- Визуальные эффекты: двигательные, волнистые, дыхание стен и т. д. (обычно при дозировке 4—5 мг)
- Повышенное внимание к деталям
- Слуховые иллюзии или галлюцинации (как правило, при более высоких дозах)

### Негативные
Происходит при употреблении любой дозы:

- Головная боль
- Чувство усталости
- Озноб от слегка повышенной температуры тела (потенциальное обезвоживание)
- Стресс и крайняя усталость от долгой продолжительности эффекта.

При более высоких дозах или при потенциальной аллергической реакции:

- Тошнота, понос
- Рвота при высоких дозах

Побочные эффекты при высоких дозах:

- Сложность засыпания или пассивного отдыха в течение 12—24 часов после приёма.
- Паранойя, раздражительность, тревога (растёт с дозой).
- Бредовое, агрессивное или диссоциированное поведение при очень высоких дозах (20+ мг).

## Правовой статус
С 18 мая 2012 года включён в список I перечня наркотических средств, психотропных препаратов и их прекурсоров.
В Великобритании 5-MeO-AMT запрещён с 7 января 2015 года, наряду с 5-MeO-DALT.